# Chronicon Casauriense
Chronicon Casauriense ali Kronika samostana Casauri (latinsko Liber instrumentorum seu chronicorum monasterii Casauriensis) je srednjeveška kronika opatije San Clemente a Casauria v srednji Italiji. Napisana je v latinščini in zajema obdobje od leta 866 do 1182. Napisana je bila ob koncu 12. stoletja.  Avtor kronike je menih Giovanni di Berardo (latinsko Johannes Berardi), ki jo je ustvaril z blagoslovom opata Leonata. Delo je rokopisni kodeks, katerega avtor se je podpisal z imenom Magister Rusticus, to je "vaški učitelj"«. Med besedilom je stvaril tudi številne miniature.

## Zgodovina
Avtor kronike, benediktinski menih Giovanni di Berardo, jo je prvotno sestavil v obliki kartularija, to je zbirke kupoprodajnih pogodb, privilegijev, donacij in drugih dokumentov, povezanih z blagoslovi papežev opatiji. Kronika ni nevtralna, saj zapisi kažejo močno sovražnost do Normanov, domnevno zaradi njihovega agresivnega odnosa do samostana, ki ga je uničil Ugo Malmozzetto, normanski grof Manoppella. 
Kronika je zapisana samo na desnih straneh 272 listov pergamenta in vsebuje 2153 dokumentov. Od začetka 15. stoletja so jo med vladavino dinastije Trastámara hranili v Neaplju, nato pa je med pohodom francoskega kralja Karla VIII. v Italijo leta 1494 prešla v njegovo last. Trenutno se hrani v Francoski narodni knjižnici v Parizu. 

## Vir
- Giovanni Pansa. Il chronicon casauriense. Le fonti più antiche per la storia del Medioevo in Abruzzo dal secolo X al secolo XII. Cerchio: Adelmo Polla Editore, 1996, str. 172. ISBN 88-7407-091-8.